# 都電本通線
本通線（ほんどおりせん）は、かつて存在した東京都電車（都電）の路線の一つである。港区新橋にあった新橋停留場と千代田区神田須田町にあった須田町停留場を結んでいた路線で、1903年（明治36年）11月25日に開業した。1882年（明治15年）開業の東京馬車鉄道をルーツに持つ都電で最も長い歴史を有する路線であったが、高度経済成長期/////////////の都電大規模撤去によって新橋 - 通三丁目間が1967年（昭和42年）12月に区間廃止され、残る通三丁目 - 須田町間も1971年（昭和46年）3月18日に廃止された。
本路線（特に通三丁目以南）に対しては銀座線という通称がマスメディア等で使用されることがある。

## 路線概要
全長3.7km（1951年3月末時点）、全線複線かつ道路上に軌道を敷設した併用軌道で、新橋停留場から須田町停留場までの全区間が現在の中央通り（国道1号・4号・15号・17号）上に敷設されていた。また全区間に渡って本通線の直下を営団地下鉄銀座線が通っていた。
起点は中央通り、第一京浜（いずれも国道15号）と昭和通り（都道316号）、外堀通り（都道405号）が交わる新橋交差点に位置していた新橋停留場である。新橋では第一京浜を北上してきた金杉線と接続し、東進してきて同停留場を終点とする蓬莱橋線とも連絡していた。昭和35年までは、蓬莱橋線の終点は汐留となっており、通常の運転系統では使用されなかったものの、虎ノ門方面 - 銀座方面を直通できる線路があった。停留場名にある新橋とはかつて交差点の北側を流れていた汐留川に架かっていた橋の名で、開業当初は新橋の別名である芝口橋から芝口という停留場名であった。また1914年（大正3年）までは停留場のすぐ東側に初代新橋駅が位置していたことから、1911年頃から同年までは新橋ステーション前という停留場名であった。
新橋からは銀座、京橋、日本橋、神田と東京の代表的な繁華街を縦貫しながら中央通りを北上し、靖国通り（都道302号）との須田町交差点にあった終点の須田町停留場に至った。途中4ヶ所の停留場で他の都電路線との平面交差があり、銀座四丁目停留場で晴海通り（都道304号）上の築地線（日比谷公園 - 茅場町）、京橋停留場で鍛冶橋通り上の八丁堀線（馬場先門 - 永代橋）、日本橋停留場で永代通り（国道1号、都道10号）上の千代田橋線（大手町 - 永代橋）、室町三丁目停留場で国道6号、都道407号上の室町線（丸ノ内一丁目 - 浅草橋）と交差していた。これらのうち室町三丁目のみ本通線と室町線を繋ぐ連絡線が設置されていて、22系統（南千住 - 新橋）および臨時1系統（品川駅前 - 雷門）の運行に使用されていた。
終点の須田町停留場は10本もの運転系統が集まる都電の一大ターミナルで、中央通りを引き続き北上して上野駅前に至る上野線に接続し靖国通り上を東西に伸びる両国橋線（小川町 - 東両国二丁目）と交差した。須田町停留場は元々国鉄万世橋駅前に設置されていて、近隣の神田多町に神田青果市場があったことから周辺は明治から大正にかけて東京有数の賑わいを見せる街として知られていた。しかし当時は本通線と上野線が直接つながっておらず、新橋から上野へ向かう電車は一旦両国橋線に合流してから上野線に分岐するクランク状の経路を通る必要があった。その後関東大震災からの復興事業の一環として大正通り（現在の靖国通り）が整備されると、両国橋線が大正通り上に移設することになったため須田町停留場も移転となり、これ以降本通線と上野線が直通できる構造となった。
本通線を通過する運転系統は1962年（昭和37年）の時点では1（品川駅前 - 上野駅前）・4（五反田駅前 - 銀座二丁目）・19（王子駅前 - 通三丁目）22（南千住 - 新橋）・40（神明町車庫前 - 銀座七丁目）の5系統あったが、このうち全区間を走破するのは1系統のみであった。

## 年表
- 1882年（明治15年）

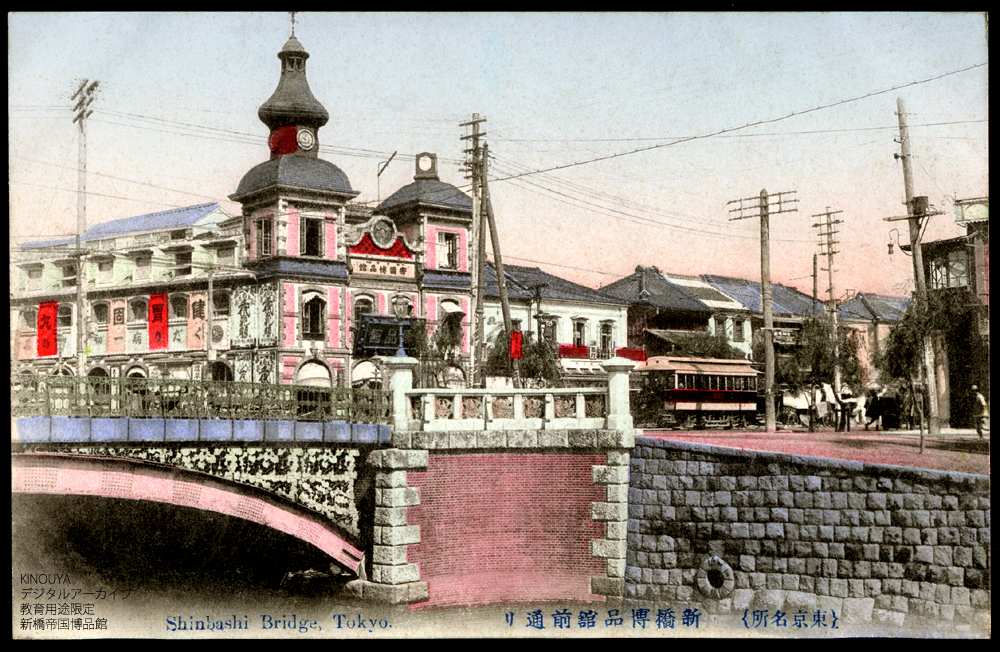
1910年頃の新橋北詰を写した絵葉書。写真右側に写る車両は本通線を南へ走行する旧東京電車鉄道1形。

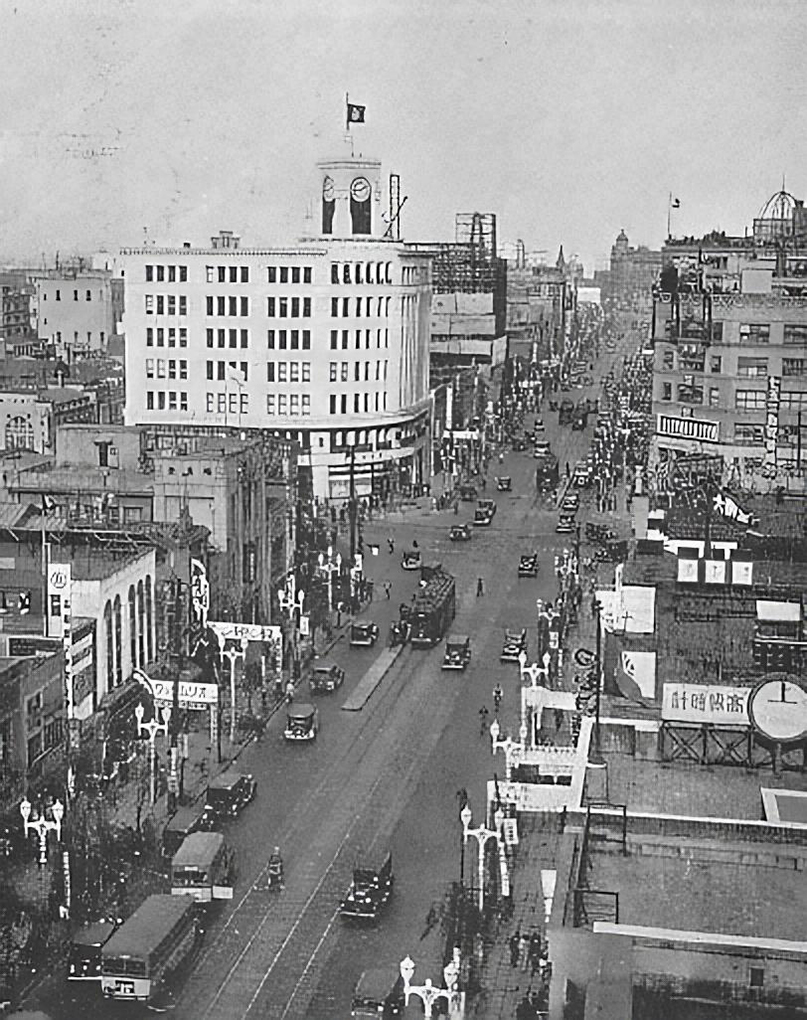
1933年の銀座四丁目停留場付近。写真手前から奥へ一直線に伸びている線路が本通線、銀座和光前を横切る線路が築地線である。

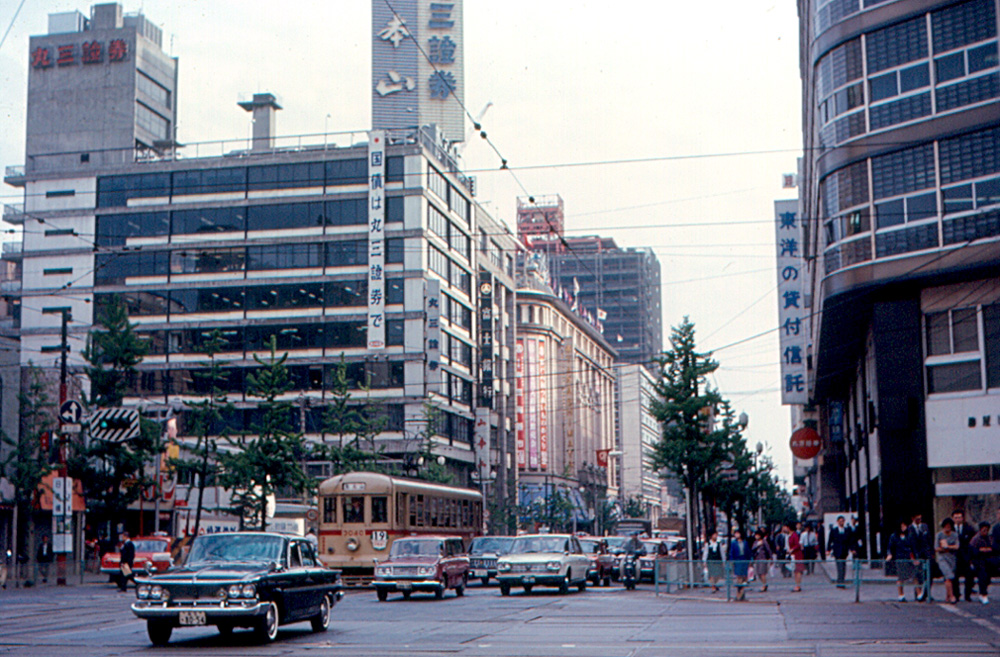
1967年頃の日本橋停留場付近。手前を千代田橋線が横切る。柳屋ビルディング(右端)と髙島屋日本橋店(中央)は2018年現在も存在する。

  - 6月25日：東京馬車鉄道の路線として新橋 - 日本橋間開業。
  - 10月1日：東京馬車鉄道、新橋 - 上野 - 浅草 - 日本橋 - 新橋の全線を開業。

- 1900年（明治33年）
  - 10月2日：東京馬車鉄道が路線電化の特許を獲得し東京電車鉄道と改称。

- 1903年（明治36年）
  - 11月25日：芝口停留場 - 須田町停留場（初代）間電化開業。新橋（初代）、竹川町、銀座四丁目、銀座二丁目、京橋（初代）、南伝馬町、中橋広小路、通三丁目、日本橋、室町、本石町、今川橋、鍛冶町の各停留場開設。

- 1906年（明治39年）頃：銀座四丁目停留場を銀座尾張町停留場に改称。
  - 9月11日：東京市街鉄道、東京電気鉄道との合併により誕生した東京鉄道の路線となる。

- 1907年（明治40年）頃：本石町停留場廃止。本町、本銀町の各停留場開設。
- 1909年（明治42年）頃：本町、本銀町の各停留場廃止。室町停留場を室町一丁目停留場に改称。　
- 1910年（明治43年）頃：本石町停留場を再設置。
  - 5月4日：日本橋停留場を約200m新橋側に移設。

- 1911年（明治44年）頃：芝口停留場を新橋ステーション前停留場（初代）と改称。
  - 8月1日：東京市による東京鉄道買収により東京市電の路線となる。

- 1913年（大正2年）頃：室町一丁目停留場を再び室町停留場に改称。
- 1914年（大正3年）頃：新橋（初代）、竹川町の各停留場廃止。出雲町停留場開設。新橋駅移転に伴い新橋ステーション前停留場（初代）を再び芝口停留場に改称。
- 1920年（大正9年）頃：京橋停留場（初代）を銀座一丁目停留場に、南伝馬町停留場を京橋停留場（2代目）にそれぞれ改称。
- 1921年（大正10年）頃：銀座尾張町停留場を再び銀座四丁目停留場に、鍛冶町停留場を神田駅前停留場にそれぞれ改称。
- 1929年（昭和4年）頃：中橋広小路停留場廃止。
  - 8月10日：両国橋線移設に伴い須田町停留場（初代）を廃止し約100m新橋側に須田町停留場（2代目）開設。

- 1930年（昭和5年）頃：出雲町停留場廃止。同年中、ほぼ同地点に銀座七丁目停留場開設。
- 1932年（昭和7年）頃：室町停留場を再び室町一丁目停留場に、本石町停留場を室町三丁目停留場にそれぞれ改称。
- 1933年（昭和8年）頃：芝口停留場を新橋停留場（2代目）に改称。
- 1943年（昭和18年）
  - 7月1日：東京都制施行に伴う組織改編により東京都電の路線となる。

- 1944年（昭和19年）
  - 10月5日：銀座二丁目、銀座一丁目、通三丁目、今川橋の各停留場廃止。神田駅前停留場を約100m新橋側に移設。

- 1945年（昭和20年）頃：銀座二丁目停留場再設置。旧通三丁目停留場を八重洲通停留場として再設置。
- 1950年（昭和25年）頃：神田駅前停留場を約100m須田町側に移設。
  - 12月1日:今川橋停留場再設置。

- 1953年（昭和28年）
  - 12月1日：八重洲通停留場を通三丁目停留場に改称。

- 1967年（昭和42年）
  - 12月10日：都電第一次撤去により新橋停留場（2代目） - 通三丁目停留場間廃止。運転系統は1、4、40系統が廃止され、22系統が南千住 - 新橋から南千住 - 日本橋に区間短縮。また、40系統の代替として、臨時20系統(神明町車庫 - 通三丁目)を開設。

- 1971年（昭和46年）
  - 3月18日：都電第五次撤去により通三丁目停留場 - 須田町停留場（2代目）間が廃止され全線廃止。同時に19、臨時20、22系統廃止。

## 停留所一覧
- 停留場名、キロ程、改廃日などは特記ない場合『日本鉄道旅行地図帳5号』34頁を出典とする。
- 停留場名、接続路線、運転系統は1962年（昭和37年）10月時点のもの。停留場名が灰色網掛けのものは1962年時点での廃止停留場である。
- ●：停車、↑↓：停車かつ接続路線に直通、｜：通過、空欄は運転なし

| 停留場名                                    | キロ程 | 運転系統 | 運転系統 | 運転系統 | 運転系統 | 運転系統 | 接続路線                                                                | 備考                          |
| 停留場名                                    | キロ程 | 1        | 4        | 19       | 22       | 40       | 接続路線                                                                | 備考                          |
| ------------------------------------------- | ------ | -------- | -------- | -------- | -------- | -------- | ----------------------------------------------------------------------- | ----------------------------- |
| 新橋（2代目）（しんばし）                   | 0.0    | ↑        | ↑        |          | ●        |          | 金杉線（1・4系統）、蓬莱橋線（6系統）、国鉄・営団新橋駅                 |                               |
| 新橋（初代）（〃）                          | 0.1    | ｜       | ｜       |          | ｜       |          |                                                                         | 1914年（大正3年）頃廃止       |
| 銀座七丁目（ぎんざななちょうめ）            | 0.3    | ●        | ●        |          | ●        | ●        |                                                                         |                               |
| 竹川町（たけかわちょう）                    | 0.4    | ｜       | ｜       |          | ｜       | ｜       |                                                                         | 1914年（大正3年）頃廃止       |
| 銀座四丁目（ぎんざよんちょうめ）            | 0.7    | ●        | ●        |          | ●        | ●        | 築地線（8、9、11系統）、営団銀座駅                                      |                               |
| 銀座二丁目（ぎんざにちょうめ）              | 1.0    | ●        | ●        |          | ●        | ●        |                                                                         |                               |
| 銀座一丁目（ぎんざいっちょうめ）            | 1.1    | ｜       |          |          | ｜       | ｜       |                                                                         | 1944年（昭和19年）10月5日廃止 |
| 京橋（2代目）（きょうばし）                 | 1.4    | ●        |          |          | ●        | ●        | 八丁堀線（5系統）、営団京橋駅                                           |                               |
| 中橋広小路（なかばしひろこうじ）            | 1.7    | ｜       |          |          | ｜       | ｜       |                                                                         | 1929年（昭和4年）頃廃止       |
| 通三丁目（とおりさんちょうめ）              | 1.7    | ●        |          | ●        | ●        | ●        |                                                                         |                               |
| 日本橋（にほんばし）                        | 2.1    | ●        |          | ●        | ●        | ●        | 千代田橋線（15、28、38系統）、営団日本橋駅                              |                               |
| 室町一丁目（むろまちいっちょうめ）          | 2.6    | ●        |          | ●        | ●        | ●        |                                                                         |                               |
| 本町（ほんちょう）                          | 2.7    | ｜       |          | ｜       | ｜       | ｜       |                                                                         | 1909年（明治42年）頃廃止      |
| 室町三丁目（2代目）（むろまちさんちょうめ） | 2.9    | ●        |          | ●        | ↓        | ●        | 室町線（22、31系統）                                                    |                               |
| 本銀町（ほんしろがねちょう）                | 2.7    | ｜       |          | ｜       |          | ｜       |                                                                         | 1909年（明治42年）頃廃止      |
| 今川橋（いまがわばし）                      | 3.1    | ●        |          | ●        |          | ●        |                                                                         |                               |
| 神田駅前（かんだえきまえ）                  | 3.4    | ●        |          | ●        |          | ●        | 国鉄、営団神田駅                                                        |                               |
| 須田町（2代目）（すだちょう）               | 3.7    | ↓        |          | ↓        |          | ↓        | 両国橋線（10、12、25、29系統）、上野線（1、10、19、20、24、30、40系統） |                               |
| 須田町（初代）（〃）                        | 3.8    |          |          |          |          |          | 両国橋線、本郷線、国鉄万世橋駅                                          | 1929年（昭和4年）8月10日廃止  |